# Кіріченко Людмила Олегівна
Кіріченко Людми́ла Оле́гівна (нар. 2 червня 1964) — фахівець у галузі прикладної математики, доктор технічних наук, професор кафедри прикладної математики Харківського національного університету радіоелектроніки.

## Біографія
У період з 1981 до 1986 рік навчалася у Харківському інституті радіоелектроніки, який закінчила за спеціальністю «Прикладна математика».
2000 року нею була захищена кандидатська дисертація. З цього року вона почала працювати на посаді асистента, з 2001 року — старшого викладача, а з 2002 року — доцента кафедри прикладної математики Харківського національного університету радіоелектроніки.
У 2013 році нею була захищена докторська дисертація.
З 2014 року вона — професор кафедри прикладної математики.

## Наукова діяльність
До сфери наукової діяльності Людмили Кіріченко входять:
- детерміновані хаотичні системи;
- стохастичні самоподібні процеси;
- мультифрактальні процеси;
- моделювання та прогнозування часових рядів;
- фрактальний та мультифрактальний аналіз[3].

Вона є членом редакційної колегії журналу «Автоматизація технологічних i бізнес-процесів»

## Міжнародна діяльність
Вона брала участь у низці міжнародних проектів, конференцій та майстеркласів:
- міжнародна академічна програма Ліннеус — університету (м. Вакхо, Швеція) з обміну викладачами, викладання курсу «Фрактальний аналіз» (2014);
- Міжнародна конференція «Radioelektronika 2018» (м. Прага, Чехія) (2018);
- Міжнародна наукова конференція ITA (2013—2018);
- керівник майстер класів у межах роботи міжнародної спільноти ITHEA (м. Варна, Болгарія)[3].

## Творчий доробок
Людмила Кіріченко є автором 200 публікацій та 1 монографія:
- Bulakh V., Kirichenko L., Radivilova T. Time Series Classification Based on Fractal Properties // Proceedings of the 2018 IEEE 2nd International Conference on Data Stream Mining and Processing, DSMP. — 2018. — pp. 198—201.
- Radivilova T., Kirichenko L., Ageyev D., Tawalbeh M., Bulakh V. Decrypting SSL/TLS traffic for hidden threats detection // Proceedings of 2018 IEEE 9th International Conference on Dependable Systems, Services and Technologies, DESSERT. — 2018. — pp. 143—146.
- Ageyev D., Kirichenko L., Radivilova T., Tawalbeh M., Baranovskyi O. Method of self-similar load balancing in network intrusion detection system // 28th International Conference Radioelektronika, RADIOELEKTRONIKA. — 2018. — pp. 1-4.
- Lyudmyla K., Vitalii B., Tamara R. Fractal time series analysis of social network activities // 4th International Scientific-Practical Conference Problems of Infocommunications Science and Technology, PIC S and T., 2018-January. — pp. 456—459.